# Eriochloa succincta
Eriochloa succincta là một loài thực vật có hoa trong họ Hòa thảo. Loài này được (Trin.) Kunth mô tả khoa học đầu tiên năm 1833.